# Мечкулски водопад
Мечкулският водопад се намира в югозападната част на България, по протежението на река Мечкулска, в частта си, преминаваща през Кресненското дефиле. За широката общественост е открит едва през 2022 г. Измерен е през 2023 г. от инж. Радослав Николов и планинският водач Момчил Цветанов.
Височината му е 51.3 м.